# 닉 조너스 & 디 어드미니스트레이션
닉 조너스 & 디 어드미니스트레이션(Nick Jonas & the Administration)은 2009년 미국에서 결성된 밴드이다. 조너스 브라더스의 닉 조너스의 솔로 프로젝트로, 보컬, 피아노, 기타, 드럼, 송라이팅을 맡고 있는 닉 조너스, 베이시스트 존 필즈, 드러머 마이클 블랜드, 키보디스트 토미 바버렐라, 기타리스트 데이비드 라이언 해리스로 이루어져 있다. 데이비드 라이언 해리스는 2010년 투어 Who I Am Tour 이후 팀을 떠났으며, 소니 톰프슨으로 교체되었다.

## 디스코그래피
- Who I Am (2010년)

## 같이 보기
- 조나스 브라더스